# XX (專輯)
《XX》是韓國男子音樂組合WINNER的成員宋旻浩的首張韓語正規專輯，專輯由Genie音樂發行於2018年11月26日。《XX》歷時兩年製作，包含主打單曲《Fiancé》在內共收錄12首歌曲，均由宋旻浩獨立或合作填詞與作曲，整體曲風以嘻哈風格為主軸，並揉和了節奏布鲁斯與靈魂樂。

## 背景及預告
宋旻浩最早將發行個人專輯的消息是在2018年5月19日，當時YG娛樂的創辦人梁鉉錫在個人社群網站Instagram上發佈宋旻浩的雜誌畫報，並附文寫道「#WINNER#MINO#ARENAKOREA #ARENA_COVERSTORY#6月號#JUNE#2018#solo專輯_走起#YG」，預告了該藝人即將隻身回歸韓國樂壇，但後續因其所屬團體WINNER海外活動的關係，梁鉉錫以「確定宋旻浩發售個人專輯日程方面存在諸多困難」為由，宣布延後推出。儘管專輯被推遲發行，但梁鉉錫仍透過Instagram逐一泄露各種訊息，他先是在7月27日稱專輯已錄製完畢，而後在9月13日表示正在拍攝音樂錄影帶並上傳一小段的視頻公開攝影現場，之後的幾天他又陸續發佈了幾張概念照，藉以啟發大眾對新專輯的興趣。
以這種在社群網站發佈製作進程的形式持續預告了一段時間後，最終YG娛樂在10月30日通過官方網站發布帶有「XX 2018.11.26 MINO FIRST SOLO ALBUM」字樣的預告海報，正式宣布宋旻浩將於11月26日發行正規專輯《XX》，並在之後陸續公開曲目表、製作人群與前導預告影片。

## 發行
《XX》由所屬經紀公司YG娛樂策劃並執行製作，由唱片公司Genie音樂發行。《XX》的線上音源與實體唱片於不同時間釋出，全專線上音源率先在2018年11月26日下午6時通過媒體播放器應用程式iTunes、音樂串流媒體服務平臺Spotify、Apple Music和韓國各大數位音樂網站公開，實體唱片則在11月20日下午2時起至11月26日公開預售，並定於11月27日正式發行。不過這張專輯在販售上設定了限制，《XX》被判定必須年滿19歲才能購買，對此宋旻浩回應「我不想太在意，我努力表現自己想表達的東西，當然歌迷的年齡層也多種多樣，很遺憾被判定為19歲以下禁止收聽」。
而專輯的封面、版本及配置細節，據YG娛樂發布的告示中，專輯將以不同形象的「XX: ' (VER.1)」和「XX: ' (VER.2)」兩種版本發行，兩款版本均除了收錄一張儲存了共12首歌曲音訊的CD之外，還會配有一本共52頁的寫真書、一份歌詞海報、一本共12頁的藝術書、一份貼紙組共七款、六款隨機封入兩款的拍立得、五款隨機封入一款的書籤和一份初回限定雙面海報。而根據版本的不同，內容也有些許不一樣。

## 專輯製作
在首爾特別市麻浦區營運的X學院（X ACADEMY）舉行專輯發表會時，宋旻浩承認專輯名稱的含義「沒有絕對的答案」也沒有把當中收錄的歌曲在製作時便分別為其定義一個意思，他進一步解釋「不管是誰，任何人都能賦予不同的解釋，因為它的含義沒有任何局限」，並補充道「專輯本身比起我選擇的總括性的意義」更希望聽者用個人的想法自由解讀。
整張專輯共費時兩年製作，期間於2018年2月依照所屬經紀公司會長的指示開始正式進入了兩個月的深度寫歌、錄音進程，據他自己所述「創作的期間不是在工作室就是在家裡，幾乎把一切都投資在這張專輯裡了」，也因此宋旻浩用「《XX》真的是我傾盡靈魂製作出來的」來形容這張專輯「毫無疑問就是最具代表宋旻浩的音樂作品」，不過他也坦言在創作期間被恐慌症所苦，而後透過持續的製作音樂還有繪畫，目前狀態已好轉。
《XX》整體曲風以嘻哈風格為主軸，並揉和了节奏布鲁斯與靈魂樂，以主打歌《Fiancé》為首共收錄了12首歌曲，均由宋旻浩獨立或合作填詞與作曲，他稱「我們經常講這樣的製作系統視為是理所當然的，比起從外部得到歌曲，我更想自己完成」，而合作的製作人陣容包括姜旭鎮、Future Bounce、Texu、崔來星、Choice37等人，伴唱陣容則有柳炳宰、梁東根和YGX新人Blue.D，藉以提高專輯完成度。

## 商業成績
發行當天，《XX》已收穫了不錯的商業表業，它在阿根廷、玻利維亞、柬埔寨、哈薩克斯坦、羅馬尼亞、新加坡、泰國、土耳其等17個國家與地區同一時段取得iTunes專輯類別冠軍，總累積拿下了18國冠軍，共入榜52個國家與地區，並在iTunes全球專輯榜及歐洲專輯榜分別位居第5名、第10名。主打歌《Fiancé》則截至11月27日上午9時已摘得韓國主要音樂網站MelOn、Genie、Soribada、Olleh Music、Mnet、Bugs Music音源排行榜冠軍，海外方面共在11個國家與地區的iTunes歌曲榜拔得頭籌。

## 曲目
| 《XX》（主打曲以粗體顯示） | 《XX》（主打曲以粗體顯示） | 《XX》（主打曲以粗體顯示）  | 《XX》（主打曲以粗體顯示）    | 《XX》（主打曲以粗體顯示） | 《XX》（主打曲以粗體顯示） |
| 曲序                       | 曲目                       |                             | 作曲                          | 编曲                       | 时长                       |
| -------------------------- | -------------------------- | --------------------------- | ----------------------------- | -------------------------- | -------------------------- |
| 1.                         | Trigger                    | 宋旻浩                      | 宋旻浩 姜旭鎮（강욱진）       | 姜旭鎮（강욱진）           | 2:57                       |
| 2.                         | Fiancé                     | 宋旻浩                      | 宋旻浩 Future Bounce Texu     | Future Bounce Texu         | 3:27                       |
| 3.                         | Hope（柳炳宰伴唱）         | 宋旻浩 1105                 | 宋旻浩 1105                   | 1105                       | 4:18                       |
| 4.                         | ㅇ2 02                     | 宋旻浩 Millennium（崔來星） | 宋旻浩 Millennium（崔來星）   | Millennium（崔來星）       | 2:45                       |
| 5.                         | Rocket                     | 宋旻浩                      | 宋旻浩 Choice37               | Choice37                   | 3:11                       |
| 6.                         | Um...（Blue.D伴唱）        | 宋旻浩                      | 宋旻浩 姜旭鎮（강욱진） Diggy | 姜旭鎮（강욱진） Diggy     | 3:58                       |
| 7.                         | Lonely                     | 宋旻浩                      | 宋旻浩 AiRPLAY                | AiRPLAY                    | 3:10                       |
| 8.                         | Aurora                     | 宋旻浩 Millennium（崔來星） | 宋旻浩 Millennium（崔來星）   | Millennium（崔來星）       | 2:37                       |
| 9.                         | Her                        | 宋旻浩                      | 宋旻浩 姜旭鎮（강욱진） Diggy | 姜旭鎮（강욱진） Diggy     | 4:04                       |
| 10.                        | Agree                      | 宋旻浩                      | 宋旻浩 Future Bounce          | Future Bounce              | 3:31                       |
| 11.                        | Bow-Wow（梁東根伴唱）      | 宋旻浩 YDG                  | 宋旻浩 姜旭鎮（강욱진）       | 姜旭鎮（강욱진）           | 3:12                       |
| 12.                        | Alarm                      | 宋旻浩                      | 宋旻浩 Choice37 Hae           | Choice37 Hae               | 3:17                       |
| 总时长：                   | 总时长：                   | 总时长：                    | 总时长：                      | 总时长：                   | 40:27                      |

## 榜單與銷售表現
| 榜單（2018年）               | 峰值 |
| ---------------------------- | ---- |
| 法國數位專輯榜（SNEP）       | 115  |
| 日本數位專輯榜（公信榜）     | 18   |
| 韓國專輯榜（Gaon專輯榜）     | 5    |
| 美國世界專輯榜（《告示牌》） | 13   |

| 榜單（2018年）     | 峰值 |
| ------------------ | ---- |
| 韓國（Gaon專輯榜） | 14   |

| 國家或地區 | 銷量     |
| 實體唱片   | 實體唱片 |
| ---------- | -------- |
| 韓國       | 48,378+  |

## 發行歷史
| 發行地區 | 發行日期       | 發行形式               | 廠牌              |
| -------- | -------------- | ---------------------- | ----------------- |
|          | 2018年11月26日 | 數位音樂下載、串流媒體 | YG娛樂、Genie音樂 |
| 全球     | 2018年11月26日 | 數位音樂下載、串流媒體 | YG娛樂、Genie音樂 |
|          | 2018年11月27日 | CD                     | YG娛樂、Genie音樂 |